# Namazonurus namaquensis
Namazonurus namaquensis (намаквалендський поясохвіст) — вид ящірок родини поясохвостів (Cordylidae). Ендемік Намібії.

## Поширення і екологія
Намаквалендські поясохвости мешкають на півдні Намібії. Вони живуть в сухих саванах та в тріщинах серед скель. Зустрічаються на висоті від 1500 до 1700 м над рівнем моря.